# Mohamed Faisal
Mohamed Faisal (in maldiviano މުހައްމަދު ފައިސަލް އެވެ‎; 4 settembre 1988) è un calciatore maldiviano, di ruolo portiere.

## Carriera

### Club
Nel 2016 firma un contratto con il Club Valencia.

### Nazionale
Ha debuttato in nazionale il 18 aprile 2009, in Maldive-Bhutan (5-0).

## Statistiche

### Cronologia presenze e reti in nazionale
| Cronologia completa delle presenze e delle reti in nazionale ― Maldive | Cronologia completa delle presenze e delle reti in nazionale ― Maldive | Cronologia completa delle presenze e delle reti in nazionale ― Maldive | Cronologia completa delle presenze e delle reti in nazionale ― Maldive | Cronologia completa delle presenze e delle reti in nazionale ― Maldive | Cronologia completa delle presenze e delle reti in nazionale ― Maldive | Cronologia completa delle presenze e delle reti in nazionale ― Maldive | Cronologia completa delle presenze e delle reti in nazionale ― Maldive |
| Data                                                                   | Città                                                                  | In casa                                                                | Risultato                                                              | Ospiti                                                                 | Competizione                                                           | Reti                                                                   | Note                                                                   |
| ---------------------------------------------------------------------- | ---------------------------------------------------------------------- | ---------------------------------------------------------------------- | ---------------------------------------------------------------------- | ---------------------------------------------------------------------- | ---------------------------------------------------------------------- | ---------------------------------------------------------------------- | ---------------------------------------------------------------------- |
| 11-6-2021                                                              | Sharjah                                                                | Cina                                                                   | 5 – 0                                                                  | Maldive                                                                | Qual. Mondiali 2022                                                    | -3                                                                     |                                                                        |
| 13-10-2021                                                             | Malé                                                                   | India                                                                  | 3 – 1                                                                  | Maldive                                                                | SAFF Championship 2021 - 1º turno                                      | -3                                                                     |                                                                        |
| Totale                                                                 |                                                                        | Presenze                                                               | 2                                                                      |                                                                        | Reti                                                                   | -6                                                                     |                                                                        |